# 天津工商学院主楼
工商学院主楼为法国天主教会献县教区耶稣会创办的天津工商大学的主教学楼，也称中央大楼。该建筑筹建于1920年，1926年建成投入使用。位于当时的天津英租界的马厂道（Race Course Road）141号（今河西区马场道117号—119号）。目前，工商学院主楼被中华人民共和国国务院批准为全国重点文物保护单位，天津市文物保护单位和特殊保护等级历史风貌建筑。1970年，建筑原址改为天津外国语学院，现为天津外国语大学主楼。

## 建筑
工商学院主楼由法商永和工程司设计，总建筑面积为4917平方米，是一座三层带地下室混合结构的英式建筑，大楼坐南朝北，正面面对马场道，建筑平面为对称形式，中间高，四周低，似“工”字型，外立面为古典构图原则模式，清水砖墙并以大块蘑菇石修饰，顶部为曼塞尔式红瓦坡顶，屋顶内部为法国孟莎结构穹顶。屋顶前后的墙上各嵌有一座巨大的圆钟，圆钟两侧和上方分别采用巴洛克的券罩和断山花加以防护和装饰。建筑主门厅居于正中，正厅内悬有利玛窦、南怀仁画像，墙壁正中悬挂着南怀仁绘制的巨幅《坤舆万国全图》。主楼一层至三层主要为教室、备课室和办公室。主楼西翼内部建有小教堂，并设有单独入口，教堂顶部采用半穹顶。是一座具有法国罗曼式建筑风格的建筑。

### 附属建筑
- 原工商学院办公楼：该建筑面积为1710平方米，建于1923年，为砖木结构两层英式建筑，平面为“门”字形，主要出入口面对马场道。
- 原工商学院宿舍楼：该建筑面积为1052平方米，建于1924年，为砖木结构两层英式建筑，位于工商学院群体建筑的西南，建筑平面为“门”字形，共设有33间房为集体活动场所。[8]

### 相仿建筑
- 原天津工商学院附中，现实验中学主楼[9]
- 原天津外国语学院附中，现天津第41中学主楼

## 相关影视作品

### 电影
- 《玉碎》[10]
- 《新精武门》
- 《车票》

### 电视剧
- 《宋氏三姐妹》

### MTV
- 《被风吹过的夏天》

## 内部链接
- 天津工商学院
- 天津外国语学院